# Cytaeis vulgaris
Cytaeis vulgaris är en nässeldjursart som beskrevs av Agassiz och Mayer 1899. Cytaeis vulgaris ingår i släktet Cytaeis och familjen Cytaeididae. Inga underarter finns listade i Catalogue of Life.